# ناثان غرين (لاعب غولف)
ناثان غرين (بالإنجليزية: Nathan Green)‏ هو لاعب غولف أسترالي وأمريكي، ولد في 13 مايو 1975 في نيوكاسل في أستراليا.

## وصلات خارجية
- الموقع الرسمي
- ناثان غرين على موقع رابطة لاعبي الغولف المحترفين (الإنجليزية)
- ناثان غرين على موقع رابطة أوروبا للاعبي الغولف المحترفين (الإنجليزية)
- ناثان غرين على موقع رابطة اليابان للاعبي الغولف المحترفين (الإنجليزية)
- ناثان غرين على موقع التصنيف العالمي الرسمي للغولف (الإنجليزية)